# Eupelte
Eupelte — рід грибів родини Asterinaceae. Назва вперше опублікована 1924 року.

## Класифікація
До роду Eupelte відносять 5 видів:
- Eupelte amicta
- Eupelte dothideoides
- Eupelte farriae
- Eupelte rapaneae
- Eupelte shoemakeri